# Biathlon na Zimowej Uniwersjadzie 2025
Biathlon na Zimowej Uniwersjadzie 2025 odbył się w dniach 14–22 stycznia 2025 w Pragelato. Zawodnicy rywalizowali w dziewięciu konkurencjach – czterech męskich, czterech żeńskich i w sztafecie mieszanej.

## Wyniki

### Kobiety
| Data        | Konkurencja                  | Złoto                 | Srebro                | Brąz           |
| ----------- | ---------------------------- | --------------------- | --------------------- | -------------- |
| 14 stycznia | Bieg indywidualny na 12,5 km | Noémie Remonnay       | Amelia Liszka         | Daryna Czałyk  |
| 18 stycznia | Sprint na 7,5 km             | Barbara Skrobiszewska | Amelia Liszka         | Arina Kriukowa |
| 20 stycznia | Bieg pościgowy na 10 km      | Barbara Skrobiszewska | Amelia Liszka         | Daryna Czałyk  |
| 22 stycznia | Bieg masowy na 12,5 km       | Daryna Czałyk         | Ołeksandra Merkuszyna | Luise Müller   |

### Mężczyźni
| Data        | Konkurencja                | Złoto             | Srebro           | Brąz              |
| ----------- | -------------------------- | ----------------- | ---------------- | ----------------- |
| 14 stycznia | Bieg indywidualny na 15 km | Bohdan Borkowśkyj | Patrik Kuuttinen | Petr Hák          |
| 18 stycznia | Sprint na 10 km            | Nikita Akimow     | Knut Vikström    | Bohdan Borkowśkyj |
| 20 stycznia | Bieg pościgowy na 12,5 km  | Bohdan Borkowśkyj | Serhij Suprun    | Paul Fontaine     |
| 22 stycznia | Bieg masowy na 15 km       | Nathanaël Peaquin | Karl Grönland    | Kiriłł Bauer      |

### Drużynowo
| Data        | Konkurencja                  | Złoto                                         | Srebro                              | Brąz                                        |
| ----------- | ---------------------------- | --------------------------------------------- | ----------------------------------- | ------------------------------------------- |
| 16 stycznia | Pojedyncza sztafeta mieszana | Ukraina Ołeksandra Merkuszyna · Serhij Suprun | Czechy Svatava Mikysková · Petr Hák | Polska Anna Nędza-Kubiniec · Jakub Potoniec |

## Tabela medalowa
*   Gospodarz ( Włochy)
| Miejsce | Reprezentacja | Złoto | Srebro | Brąz | Razem |
| ------- | ------------- | ----- | ------ | ---- | ----- |
| 1       | Ukraina       | 4     | 2      | 3    | 9     |
| 2       | Polska        | 2     | 3      | 1    | 6     |
| 3       | Francja       | 2     | 0      | 1    | 3     |
| 4       | Kazachstan    | 1     | 0      | 2    | 3     |
| 5       | Szwecja       | 0     | 2      | 0    | 2     |
| 6       | Czechy        | 0     | 1      | 1    | 2     |
| 7       | Finlandia     | 0     | 1      | 0    | 1     |
| 8       | Niemcy        | 0     | 0      | 1    | 1     |
| Razem   | Razem         | 9     | 9      | 9    | 27    |